# Черніївська сільська рада
Черні́ївська сільська́ ра́да — адміністративно-територіальна одиниця та орган місцевого самоврядування в Тисменицькому районі Івано-Франківської області. Адміністративний центр — село Черніїв.

## Загальні відомості
- Територія ради: 2334.2 га
- Населення ради: 3838 осіб
- Територією ради протікає річка Бистриця Надвірнянська

## Населені пункти
Сільській раді підпорядковані населені пункти:
- с. Черніїв

## Склад ради
Рада складається з 22 депутатів та голови.
- Голова ради: Грейда Богдан Дмитрович
- Секретар ради: Приймак Христина Мирославівна

### Керівний склад попередніх скликань
| Прізвище, ім'я, по батькові | Основні відомості                                                                          | Дата обрання | Дата звільнення |
| --------------------------- | ------------------------------------------------------------------------------------------ | ------------ | --------------- |
| Грейда Богдан Дмитрович     | Сільський голова, 1950 року народження, член Народного Руху України                        | 26.03.2006   | 14.07.2009      |
| Федоришин Микола Михайлович | Сільський голова, 1972 року народження, освіта вища                                        | 20.06.2010   | 31.10.2010      |
| Федоришин Микола Михайлович | Сільський голова, 1972 року народження, освіта вища, член Політичної партії «Наша Україна» | 05.11.2010   | 25.10.2015      |
| Грейда Богдан Дмитрович     | Сільський голова, 1950 року народження, освіта вища, безпартійний, пенсіонер               | 25.10.2015   |                 |

Примітка: таблиця складена за даними сайту Верховної Ради України та ЦВК

### Депутати VII скликання
За результатами місцевих виборів 2015 року депутатами ради стали:

#### За суб'єктами висування
| Суб'єкт висування | Кількість обраних депутатів | %      |
| ----------------- | --------------------------- | ------ |
| Самовисування     | 22                          | 100.00 |

#### За округами
| № округу | Прізвище, ім'я, по батькові  | Ким висунуто  | Дата нар.  | Освіта              | Партійна приналежність | Відомості                                      |
| -------- | ---------------------------- | ------------- | ---------- | ------------------- | ---------------------- | ---------------------------------------------- |
| 1        | Пленюк Дмитро Іванович       | Самовисування | 24.05.1960 | загальна середня    | безпартійний           | Черніївська амбулаторія, водій                 |
| 2        | Шемрай Сергій Богданович     | Самовисування | 01.01.1985 | вища                | безпартійний           | Безробітний                                    |
| 3        | Данилюк Мирослав Петрович    | Самовисування | 03.07.1959 | вища                | безпартійний           | Вище професійне училище, головний бухгалтер    |
| 4        | Штурмак Василь Миколайович   | Самовисування | 19.01.1972 | вища                | безпартійний           | Івано-Франківський Медичний університет, лікар |
| 5        | Шелефонтюк Михайло Іванович  | Самовисування | 29.07.1954 | загальна середня    | безпартійний           | Пенсіонер                                      |
| 6        | Кіндрат Орест Богданович     | Самовисування | 03.07.1971 | вища                | безпартійний           | Департамент освіти і науки, секретар           |
| 7        | Гаврилів Василь Іванович     | Самовисування | 13.01.1962 | вища                | безпартійний           | Безробітний                                    |
| 8        | Коваль Юрій Дмитрович        | Самовисування | 06.11.1984 | вища                | безпартійний           | ТОВ «Епіцентр», інспектор служби безпеки       |
| 9        | Свистяк Володимир Михайлович | Самовисування | 15.06.1963 | професійно-технічна | безпартійний           | Хлібокомбінат, начальник зміни                 |
| 10       | Сітко Мирослав Юрійович      | Самовисування | 13.06.1961 | професійно-технічна | безпартійний           | Приватний підприємець                          |
| 11       | Карапата Галина Матвіївна    | Самовисування | 01.05.1958 | професійно-технічна | безпартійна            | Швидка допомога, фельдшер                      |
| 12       | Шеремет Василь Михайлович    | Самовисування | 09.06.1969 | професійно-технічна | безпартійний           | Безробітний                                    |
| 13       | Полюганич Ярослав Дмитрович  | Самовисування | 16.05.1957 | вища                | безпартійний           | Безробітний                                    |
| 14       | Шак Тарас Володимирович      | Самовисування | 14.10.1988 | вища                | безпартійний           | Безробітний                                    |
| 15       | Мельничин Неля Миронівна     | Самовисування | 21.08.1983 | вища                | безпартійна            | Домогосподарка с. Черніїв                      |
| 16       | Гриньків Василь Дмитрович    | Самовисування | 06.03.1964 | загальна середня    | безпартійний           | безробітний                                    |
| 17       | Свістяк Роман Богданович     | Самовисування | 30.08.1975 | професійно-технічна | безпартійний           | ПП «Сітко М.Ю», майстер                        |
| 18       | Горбей Галина Михайлівна     | Самовисування | 13.01.1957 | вища                | безпартійна            | ТзОВ «Черніївське», директор                   |
| 19       | Шемрай Ігор Дмитрович        | Самовисування | 15.11.1956 | вища                | безпартійний           | Аеропорт, командир СПБ                         |
| 20       | Карпець Валентина Леонідівна | Самовисування | 15.12.1963 | середня спеціальна  | безпартійна            | Черніївська сільська рада, секретар            |
| 21       | Гриньків Василь Богданович   | Самовисування | 06.06.1986 | вища                | безпартійний           | ТОВ «ФранКО», водій                            |
| 22       | Демчук Ганна Іванівна        | Самовисування | 27.09.1963 | загальна середня    | безпартійна            | пенсіонер                                      |